# A Klass Records
A Klass Records is een Nieuw-Zeelands platenlabel dat sinds 1 januari 2000 bestaat. Het is opgericht door het duo K5K en MCslypussy, die in 1996 de experimentele muziekband "Anti-Kati" oprichtte. A Klass heeft hoofdzakelijk rhythmic industrial-, breakcore- en drum-'n-bassmuziek uitgebracht, maar het label kent eigenlijk geen beperkingen.
A Klass heeft ook muziek van internationale artiesten uitgebracht, waaronder Knar, Noize Punishment, Anti-Kati, Heartworm, Squee, Idiot Lust, K5K, Rebell Terract en Contra.
Veel uitgebrachte muziek van A Klass Records zijn 'compact disc-release' (cd-r) en zijn gecatalogiseerd als "A Klass Limited" (AKL). Men heeft voor cd-r gekozen omdat het het veel goedkoper en internationaal gezien makkelijker te maken is dan audio-cd's.

Een ander belangrijk aspect is dat A Klass Records niet als een doorsnee platenlabel werkt, maar ook een netlabel heeft waar alle uitgebrachte muziek en kunstwerken vrij te downloaden zijn en geherproduceerd mogen worden.